# Caves Branch
Der Caves Branch ist ein Fluss im Cayo District von Belize. Er ist ca. 54 Kilometer lang und mündet in den Sibun River.

## Geographie
Der Fluss entspringt in den Maya Mountains an der Wasserscheide zum Becken des Belize River. Die Quelle liegt in der Mountain Pine Ridge zwischen Baldy Beacon und Sibun Hill. Von dort fließt der Caves Branch nach Nordosten durch das Sibun Forest Reserve.
Zwischen Armenia und dem St. Herman’s Blue Hole National Park verläuft der Hummingbird Highway mit einer Brücke über den Fluss und im Südosten von Frank’s Eddy mündet der Caves Branch dann von links in den Sibun River.